# Бахмут (станция, Молдова)
Бахмут, ж/д станция (рум. Bahmut, stație de cale ferată, Пожарна) — село и железнодорожная станция в Каларашском районе Молдавии. Наряду с селом Бахмут входит в состав коммуны Бахмут.

## География
Село расположено на высоте 139 метров над уровнем моря.

## Население
По данным переписи населения 2004 года, в селе Бахмут станция проживает 741 человек (361 мужчина, 380 женщин).
Этнический состав села:
| Национальность | Число жителей | Процентный состав |
| -------------- | ------------- | ----------------- |
| молдаване      | 711           | 95,95             |
| русские        | 14            | 1,89              |
| украинцы       | 10            | 1,35              |
| румыны         | 4             | 0,54              |
| поляки         | 1             | 0,13              |
| прочие         | 1             | 0,13              |
| Всего          | 741           | 100 %             |